# William McChesney Martin
William McChesney, Jr. (Saint Louis, 17 dicembre 1906 – Washington, 27 luglio 1998) è stato un banchiere statunitense, nono presidente della Federal Reserve dal 1951 al 1970. È stato quello che ha ricoperto l'incarico più a lungo, sotto cinque diversi presidenti degli Stati Uniti. In precedenza, dal 1938 al 1941, è stato presidente della Borsa di New York.
Nel 1982 fu introdotto nella International Tennis Hall of Fame.

## Biografia
William McChesney Martin Jr. era il figlio di William McChesney Martin Sr. e Rebecca Woods. Nel 1913, il padre di Martin fu convocato dal presidente Woodrow Wilson e dal senatore Carter Glass per aiutare a redigere il Federal Reserve Act che istituì il Federal Reserve System il 23 dicembre di quell'anno. Suo padre fu in seguito governatore e poi presidente della Federal Reserve Bank di Saint Louis.
William McChesney Martin Jr. si laureò in inglese e latino alla Yale University. Allo stesso tempo, mantenne un grande interesse per gli affari attraverso suo padre. Dopo la laurea, iniziò la carriera presso la società di intermediazione di St. Louis AG Edwards & Sons, di cui diventò socio a pieno titolo dopo soli due anni. Poi proseguì gli studi universitari in economia presso la Columbia University dal 1931 al 1937, ma non conseguì la laurea.
Nel 1931 ottenne un posto alla Borsa di New York (NYSE), appena due anni dopo il crollo di Wall Street del 1929 all'inizio della Grande Depressione. Lavorò alla regolamentazione del mercato azionario, cosa che lo portò alla sua elezione nel consiglio dei governatori del NYSE nel 1935. Lavorò con la Securities and Exchange Commission (SEC) degli Stati Uniti per ripristinare la fiducia nel mercato azionario e prevenire futuri crolli. Divenne presidente della Borsa di New York all'età di 31 anni, portando i giornali a etichettarlo come il "ragazzo prodigio di Wall Street". La sua presidenza si concentrò sulla collaborazione con la SEC per rafforzare la regolamentazione del mercato azionario.
Durante la seconda guerra mondiale fu arruolato nell'esercito degli Stati Uniti come soldato semplice e arrivò al grado di colonnello.  Supervisionò lo smaltimento delle materie prime all'interno del Munitions Allocation Board. Fece anche da collegamento tra l'esercito e il Congresso e il supervisore del programma Lend-Lease con l'Unione Sovietica.

## Carriera

### Direttore della Banca Export-Import
Il ritorno di Martin alla vita civile fu anche un ritorno al mondo finanziario, ma questa volta nel governo federale. Harry S. Truman, un collega democratico, nominò Martin direttore della Export-Import Bank, che gestì per tre anni (1946-1949). Fu in questa istituzione che fu pubblicamente visto come un "banchiere duro". Insistette sul fatto che i prestiti fossero investimenti solidi e sicuri; su questo principio si oppose in più occasioni al Dipartimento di Stato per aver concesso prestiti che considerava politicamente motivati. Per questi motivi non avrebbe permesso che la Export-Import Bank fosse utilizzata come fondo per gli aiuti internazionali.
Martin lasciò la banca Export-Import quando fu chiamato al Tesoro come assistente segretario per gli affari monetari. Martin ci rimase per circa due anni quando il conflitto con il Consiglio della Federal Reserve raggiunse il culmine. Nel periodo immediatamente precedente le negoziazioni finali con la Fed, il segretario al Tesoro John W. Snyder fu ricoverato in ospedale. In questa situazione, Martin diventò il capo negoziatore del Tesoro. Dal punto di vista del Tesoro, Martin era un rappresentante prezioso, poiché aveva una conoscenza approfondita del sistema della Federal Reserve e dei mercati finanziari. Inoltre, era visto come un alleato di Truman, che si opponeva fermamente all'indipendenza della Fed. Durante i negoziati, Martin ristabilì la comunicazione tra il Tesoro e la Fed, che era stata vietata da Snyder.

### Presidente del Consiglio della Federal Reserve
Con Robert Rouse, Woodlief Thomas e Winfield Riefler della Fed, Martin negoziò l’accordo del 1951. Il Federal Open Market Committee (FOMC) e il Segretario Snyder accettaronol’accordo, approvato da entrambe le istituzioni. Il presidente del consiglio dei governatori al momento della ratifica era Thomas B. McCabe (1893–1982), che si sarebbe dimesso ufficialmente dalla sua carica appena sei giorni dopo la pubblicazione della dichiarazione dell'accordo. L’amministrazione Truman vide le dimissioni di McCabe come l’occasione perfetta per riprendere il controllo della Fed quasi immediatamente dopo che questa era presumibilmente diventata indipendente. Truman nominò Martin come prossimo presidente del consiglio dei governatori e il Senato approvò la sua nomina il 21 marzo 1951.
Contrariamente alle aspettative di Truman, tuttavia, Martin difese l'indipendenza della Fed, non solo attraverso l'amministrazione Truman ma anche attraverso le quattro amministrazioni successive. Ad oggi, il suo mandato come presidente è il più lungo nella storia della Fed. Per quasi due decenni, Martin avrebbe ottenuto il riconoscimento globale come il banchiere centrale più importante del mondo. È stato in grado di perseguire politiche monetarie indipendenti pur prestando attenzione ai desideri delle varie amministrazioni presidenziali. Sebbene gli obiettivi della politica monetaria di Martin fossero bassa inflazione e stabilità economica, egli rifiutò l’idea che la Fed potesse perseguire le sue politiche basate su un unico indicatore (un esempio di eccessiva semplificazione) e prese invece decisioni politiche esaminando un’ampia gamma di dati economici. In qualità di presidente, istituzionalizzò questa strategia nei lavori del FOMC, raccogliendo le opinioni di tutti i governatori e presidenti del Sistema prima di prendere decisioni. Di conseguenza, le sue decisioni furono spesso sostenute da voti unanimi nel FOMC. Il compito della Federal Reserve, affermò, è "togliere il punch proprio mentre la festa inizia", cioè aumentare i tassi di interesse proprio quando l'economia raggiunge il picco di attività dopo una recessione.
Martin fu selezionato come amministratore designato dell'Agenzia per la stabilizzazione dell'emergenza, parte di un gruppo segreto creato dal presidente Dwight D. Eisenhower nel 1958 che avrebbe prestato servizio in caso di emergenza nazionale e che divenne noto come Eisenhower Ten. Martin fu eletto all'American Academy of Arts and Sciences nel 1963 e all'American Philosophical Society nel 1972.

#### Lo scontro con Nixon
Dopo le elezioni presidenziali del 1960, il candidato del partito repubblicano Richard Nixon attribuì la sua sconfitta alle politiche monetarie restrittive di Martin.

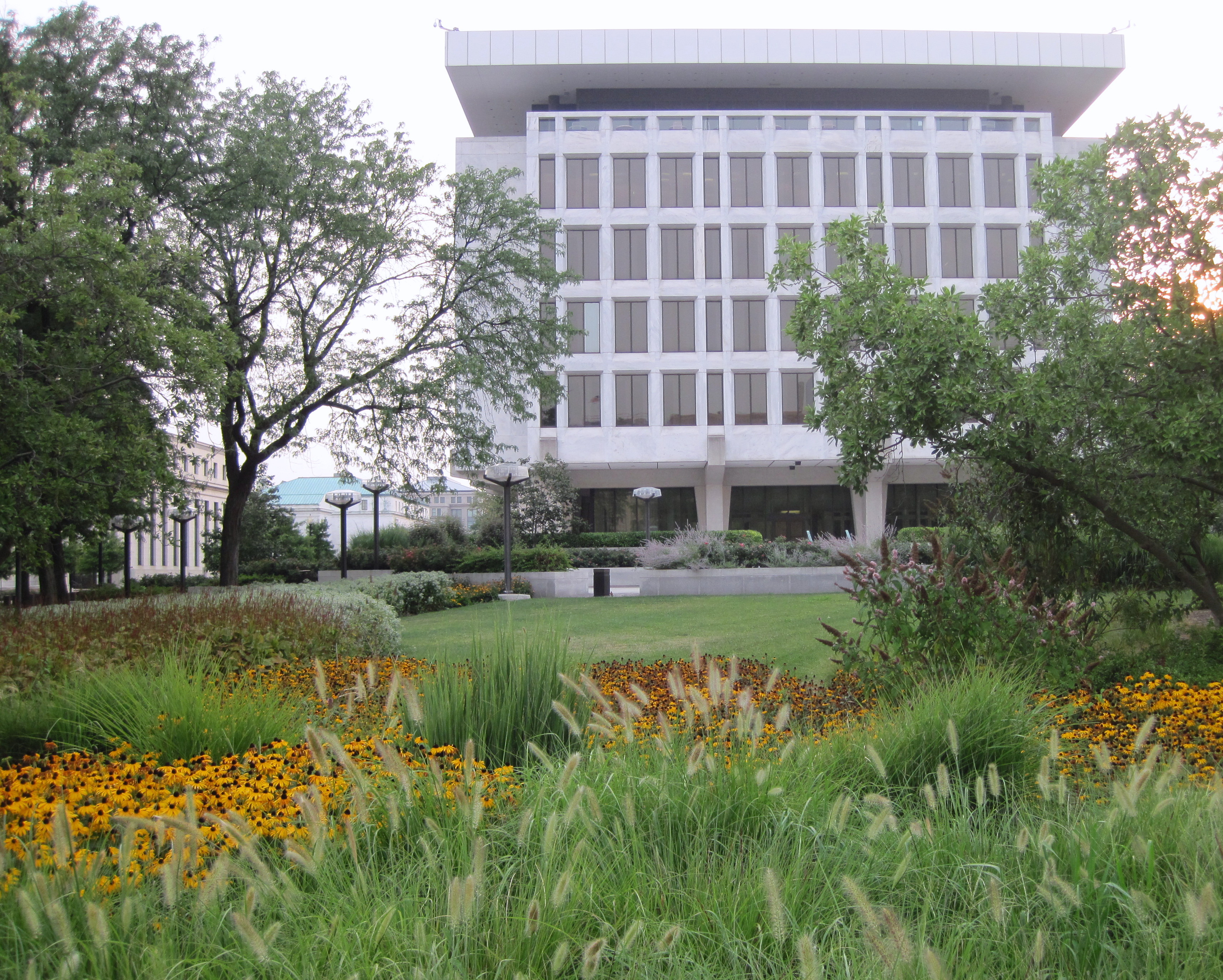
L'edificio del consiglio della Federal Reserve di William McChesney Martin Jr. nel 1974

Durante il suo mandato, Martin difese il diritto della Fed di intraprendere azioni che a volte sarebbero state in conflitto con gli obiettivi presidenziali. Affermò che la Fed era responsabile nei confronti del Congresso degli Stati Uniti e non nei confronti della Casa Bianca. Mancando di fiducia in Martin, Richard Nixon si aspettava che si dimettesse all'inizio della nuova amministrazione nel 1969, ma Martin scelse di rimanere al suo posto. Perseguendo una politica monetaria restrittiva per sopprimere l'inflazione, verso la metà del 1969 Martin si scontrò con la preoccupazione di Nixon che la Fed corresse il pericolo di spingere la nazione nella recessione economica, una convinzione che era stata pubblicamente dichiarata dall'economista conservatore Milton Friedman. In una riunione della Casa Bianca il 15 ottobre 1969, Nixon affrontò Martin per la sua politica monetaria restrittiva, ma Martin rifiutò di cedere. Due giorni dopo, la Casa Bianca annunciò che Arthur Burns avrebbe sostituito Martin come presidente della Federal Reserve il 1º febbraio 1970.
Martin concluse il suo mandato come presidente del consiglio dei governatori il 30 gennaio 1970. Quel giorno terminò la sua carriera nel servizio pubblico, ma continuò a lavorare, ricoprendo una serie di incarichi di amministratore di società e istituzioni senza scopo di lucro, come i fratelli Rockefeller. 
Martin era un appassionato giocatore di tennis, giocava a tennis quasi ogni giorno sul campo situato fuori dal Federal Reserve Board Building a Washington, DC. Dopo il ritiro dalla Federal Reserve Martin fu presidente della National Tennis Foundation e presidente dell'International Tennis Hall of Fame.
Morì di infarto nella sua casa di Washington, DC, il 28 luglio 1998, all'età di 91 anni.